# Resistência a pesticidas

A aplicação de pesticidas pode selecionar artificialmente pragas resistentes. Neste diagrama, a primeira geração tem um inseto com maior resistência a um pesticida (vermelho). Após a aplicação do pesticida, seus descendentes representam uma proporção maior da população, porque as pragas sensíveis (branco) foram eliminadas seletivamente. Após aplicações repetidas, pragas resistentes podem constituir a maior parte da população.

A resistência a pesticidas refere-se a diminuição da suscetibilidade de uma população de pragas a um pesticida que antes garantia eficácia no controle dessa praga. As espécies de pragas desenvolvem resistência aos pesticidas através da seleção natural: os espécimes mais resistentes sobrevivem e transmitem as características hereditárias aos seus descendentes. Se uma praga apresentar resistência, isso reduzirá a eficácia do pesticida.
Casos de resistência foram relatados em todas as classes de pragas ( ou seja, fitopatógenos, ervas daninhas, roedores, etc.), com "crises" no controle de insetos ocorrendo logo após a introdução do uso de pesticidas no século XX. A definição de resistência inseticidas do Comitê de Ação de Resistência a Inseticidas (IRAC) é ' uma alteração hereditária na sensibilidade de uma população de pragas que se reflete na aplicação contínua de um produto em atingir o nível esperado de controle quando usado de acordo com a recomendação do rótulo para essa espécie de praga'.
A resistência aos pesticidas está aumentando. Os agricultores nos EUA perderam 7% das suas colheitas devido a pragas na década de 1940; nas décadas de 1980 e 1990, a perda foi de 13%, apesar da utilização de mais pesticidas. Mais de 500 espécies de pragas desenvolveram resistência a um pesticida. Outras fontes estimam que o número seja de cerca de 1.000 espécies desde 1945.
Embora a evolução da resistência a pesticidas seja geralmente discutida como resultado do uso de pesticidas, é importante ter em mente que as populações de pragas também podem se adaptar a métodos de controle não químicos. Por exemplo, a lagarta-da-raiz do milho (Diabrotica barberi) adaptou-se à rotação de culturas de milho e soja, passando o ano em que o campo é plantado com soja em diapausa.

## Causas
A resistência aos pesticidas provavelmente decorre de vários fatores:
- Muitas espécies de pragas produzem um grande número de descendentes, por exemplo, insetos pragas geram inúmeros descendentes. Isso aumenta a probabilidade de mutações e resulta na rápida disseminação de populações resistentes.

- As espécies de pragas já estavam expostas a toxinas naturais muito antes do início da agricultura. Por exemplo, muitas plantas produzem fitotoxinas para protegê-las de herbívoros. Como resultado, a co-evolução dos herbívoros e de suas plantas hospedeiras exigiu o desenvolvimento da capacidade fisiológica de desintoxicar ou tolerar toxinas.

- Os seres humanos geralmente dependem quase que exclusivamente de pesticidas para o controle de pragas. Isso aumenta a pressão de seleção em direção à resistência. Os pesticidas que não se decompõem rapidamente contribuem para a seleção de cepas resistentes, mesmo depois de não serem mais aplicados.

- Em resposta à resistência, os gerentes podem aumentar a quantidade/frequência de pesticidas, exacerbando o problema. Além disso, alguns pesticidas são tóxicos para as espécies que se alimentam de pragas ou que competem com elas. Paradoxalmente, isso pode permitir que a população de pragas se expanda, exigindo mais pesticidas. Isso às vezes é chamado de armadilha de pesticidas ou esteira de pesticidas, pois os agricultores gastam cada vez mais pela compra de mais produtos.

- Os insetos predadores e os parasitas geralmente têm populações menores e são menos propensos a desenvolver resistência do que os principais alvos dos pesticidas, como mosquitos e insetos que se alimentam de plantas. Enfraquecê-los permite que as pragas se desenvolvam. Como alternativa, predadores resistentes podem ser criados em laboratórios.

- Pragas com uma faixa viável limitada (como insetos com uma dieta específica de certas plantas agrícolas relacionadas) têm maior probabilidade de desenvolver resistência, pois são expostas a concentrações mais altas de pesticidas e têm menos oportunidades de se reproduzir com populações não expostas.

- Pragas com tempos de geração mais curtos desenvolvem resistência mais rapidamente do que outras.

- Dinâmica social dos agricultores: aqui, às vezes é problemático para os agricultores seguir as práticas comuns de seus pares. A dependência excessiva de pesticidas é um erro comum e está se tornando cada vez mais popular à medida que os agricultores se ajustam às práticas ao seu redor.

- A falta de familiaridade com a variação na implementação regulatória pode prejudicar a capacidade dos formuladores de políticas de promover mudanças reais no curso da evolução da resistência.

## Exemplos
A resistência evoluiu em várias espécies: a resistência a inseticidas foi documentada pela primeira vez por AL Melander em 1914, quando cochonilhas demonstraram resistência a um inseticida inorgânico. Entre 1914 e 1946, 11 casos adicionais foram registrados. O desenvolvimento de inseticidas orgânicos, como o DDT, deu esperança de que a resistência aos inseticidas era um problema encerrado. Entretanto, em 1947, a resistência das moscas domésticas ao DDT havia evoluído. Com a introdução de cada nova classe de inseticidas – ciclodienos, carbamatos, formamidinas, organofosforados, piretróides e até mesmo Bacillus thuringiensis – casos de resistência surgiram dentro de dois a 20 anos.

## Consequências
Os inseticidas são amplamente utilizados no mundo todo para aumentar a produtividade agrícola e a qualidade de vegetais e grãos (e, em menor grau, para controle de vetores no gado). A resistência resultante reduziu a função para esses mesmos fins e no controlo de vetores para os humanos.

## Adaptação
As pragas tornam-se resistentes ao desenvolverem alterações fisiológicas que as protegem dos produtos químicos.
Um mecanismo de proteção é aumentar o número de cópias de um gene, permitindo que o organismo produza mais de uma enzima protetora que decompõe o pesticida em produtos químicos menos tóxicos. Essas enzimas incluem esterases, arildialquilfosfatase e oxidases microssomais mistas (oxidases expressas dentro de microssomas).
Alternativamente, o número e/ou a sensibilidade dos receptores bioquímicos que se ligam ao pesticida podem ser reduzidos.
Resistência comportamental foi descrita para alguns produtos químicos. Por exemplo, alguns mosquitos Anopheles desenvolveram uma preferência por descansar ao ar livre, o que os manteve longe dos pesticidas pulverizados nas paredes interiores.
A adaptação aos pesticidas tem um custo evolutivo, geralmente diminuindo a aptidão relativa dos organismos na ausência de pesticidas. Os indivíduos resistentes apresentam frequentemente uma produção reprodutiva, uma esperança de vida, uma mobilidade, etc. reduzidas. Os indivíduos não resistentes crescem por vezes em frequência na ausência de pesticidas - mas nem sempre - pelo que esta é uma forma que está a ser tentada para combater a resistência.
Espera-se que ocorra resistência às formas de controle populacional baseadas em genes e estão a ser estudados métodos para abrandar o seu desenvolvimento.
Os mecanismos moleculares de resistência a inseticidas só se tornaram compreensíveis em 1997. Guerrero et al. 1997 usaram os métodos mais novos da época para encontrar mutações que produziam resistência a piretroides em dípteros. Mesmo assim, essas adaptações aos pesticidas foram excepcionalmente rápidas e podem não representar necessariamente a norma em populações selvagens. Os processos de adaptação natural demoram muito mais tempo e quase sempre acontecem em resposta a pressões mais suaves.

## Gestão
Para remediar o problema, primeiro é preciso determinar o que está realmente errado. A análise da suspeita de resistência aos pesticidas - e não apenas a observação e a experiência de campo - é necessária porque pode ser confundida com a não aplicação do pesticida conforme as instruções ou com a degradação microbiana do produto. 

### Manejo integrado de pragas
A abordagem manejo integrado de pragas (MIP) fornece uma abordagem equilibrada para minimizar a resistência.
A resistência pode ser controlada reduzindo o uso de pesticidas, o que também pode ser benéfico para mitigar o ressurgimento de pragas. Isso permite que organismos não resistentes superem as cepas resistentes. Eles podem ser mortos mais tarde ao retornar ao uso do pesticida.
Uma abordagem complementar consiste em instalar refúgios não tratados perto de terras agrícolas tratadas, onde as pragas susceptíveis possam sobreviver.
Quando os pesticidas são o único ou predominante método de controle de pragas, a resistência é geralmente controlada por meio da rotação de pesticidas. Isso envolve alternar entre diferentes grupos de pesticidas com diferentes mecanismos de ação para retardar ou mitigar a resistência de pragas. Os Comitês de Ação de Resistência monitoram a resistência em todo o mundo e, para isso, cada um mantém uma lista de modos de ação e pesticidas que se enquadram nessas categorias: o Comitê de Ação de Resistência a Fungicidas, a Sociedade de Ciência de Ervas Daninhas da América (o Comitê de Ação de Resistência a Herbicidas não tem mais seu próprio esquema e está contribuindo para o da WSSA a partir de agora), e o Comitê de Ação de Resistência a Inseticidas. A Agência de Proteção Ambiental dos EUA (EPA) também utiliza esses esquemas de classificação.

## Status

### Glifosato
Ervas daninhas resistentes ao glifosato estão agora presentes na grande maioria das fazendas de soja, algodão e milho na América. As ervas daninhas resistentes a múltiplos modos de ação dos herbicidas também estão a aumentar.
Antes do glifosato, a maioria dos herbicidas matava um número limitado de espécies de ervas daninhas, forçando os agricultores a fazer a rotação contínua de suas culturas e herbicidas para evitar a resistência. O glifosato interrompe a capacidade da maioria das plantas de construir novas proteínas. As culturas transgênicas tolerantes ao glifosato não são afetadas.

### Bacillus thuringiensis
Em 2009 e 2010, algumas lavouras de milho do estado do Iowa apresentaram graves danos devido uma toxina Cry3Bb1 da Bt pelo verme da raiz do milho ocidental. Em 2011, o milho mCry3A também apresentou danos causados por insetos, incluindo resistência cruzada entre essas toxinas. A resistência persistiu e se disseminou pelo estado. O milho Bt que tem como alvo o verme da raiz do milho ocidental não produz uma alta dose de toxina Bt e apresenta menos resistência do que a observada em uma cultura Bt de alta dose.
Produtos como o Capture LFR (que contém o piretróide bifentrina) e o SmartChoice (que contém um piretróide e um organofosforado) têm sido cada vez mais usados para complementar as culturas Bt que os agricultores consideram isoladamente incapazes de evitar lesões causadas por insetos. Vários estudos constataram que essa prática é ineficaz ou acelera o desenvolvimento de cepas resistentes.